# 21ª Divisione serba
La 21ª Divisione serba, in cirillico Двадесетпрва српска дивизија, in serbo-croato Dvadesetprva srpska divizija, è stata una formazione militare dell'Esercito Popolare di Liberazione della Jugoslavia che venne costituita il 20 maggio 1944 in Serbia meridionale, al comando del famoso comandante partigiano Miloje Milojević, per partecipare alla Seconda guerra mondiale sul Fronte jugoslavo.
La grande unità, formata da tre brigate di partigiani serbi, prese parte alla campagna di liberazione della Serbia e contribuì alla vittoria di Belgrado; quindi venne aggregata alla 1ª Armata jugoslava e terminò la guerra avanzando in Croazia e Slavonia fino al confine con l'Austria.

## Storia
La 21ª Divisione dell'Esercito popolare di liberazione venne costituita il 20 maggio 1944 raggruppando la 4ª Brigata serba, la 5ª Brigata serba e la 6ª Brigata serba; originariamente la nuova unità venne denominata 1ª Divisione serba ma già il 14 giugno 1944 ricevette il nome definitivo di 21ª Divisione serba d'assalto e assegnata al comando del famoso Miloje Milojević, coraggioso combattente partigiano più volte ferito in azione e onorato fin dal 1942 del titolo di Eroe nazionale del popolo.
Dopo lo scioglimento della 6ª Brigata, il 1 settembre 1944, la divisione venne rinforzata con la prestigiosa 2ª Brigata proletaria che rimase fino al 18 dicembre 1944 venendo subito sostituita dalla 21ª Brigata serba che fece parte dell'ordine di battaglia fino al 31 gennaio 1945; dal 20 dicembre alla divisione venne aggregata la brigata di artiglieria divisionale con tre battaglioni.

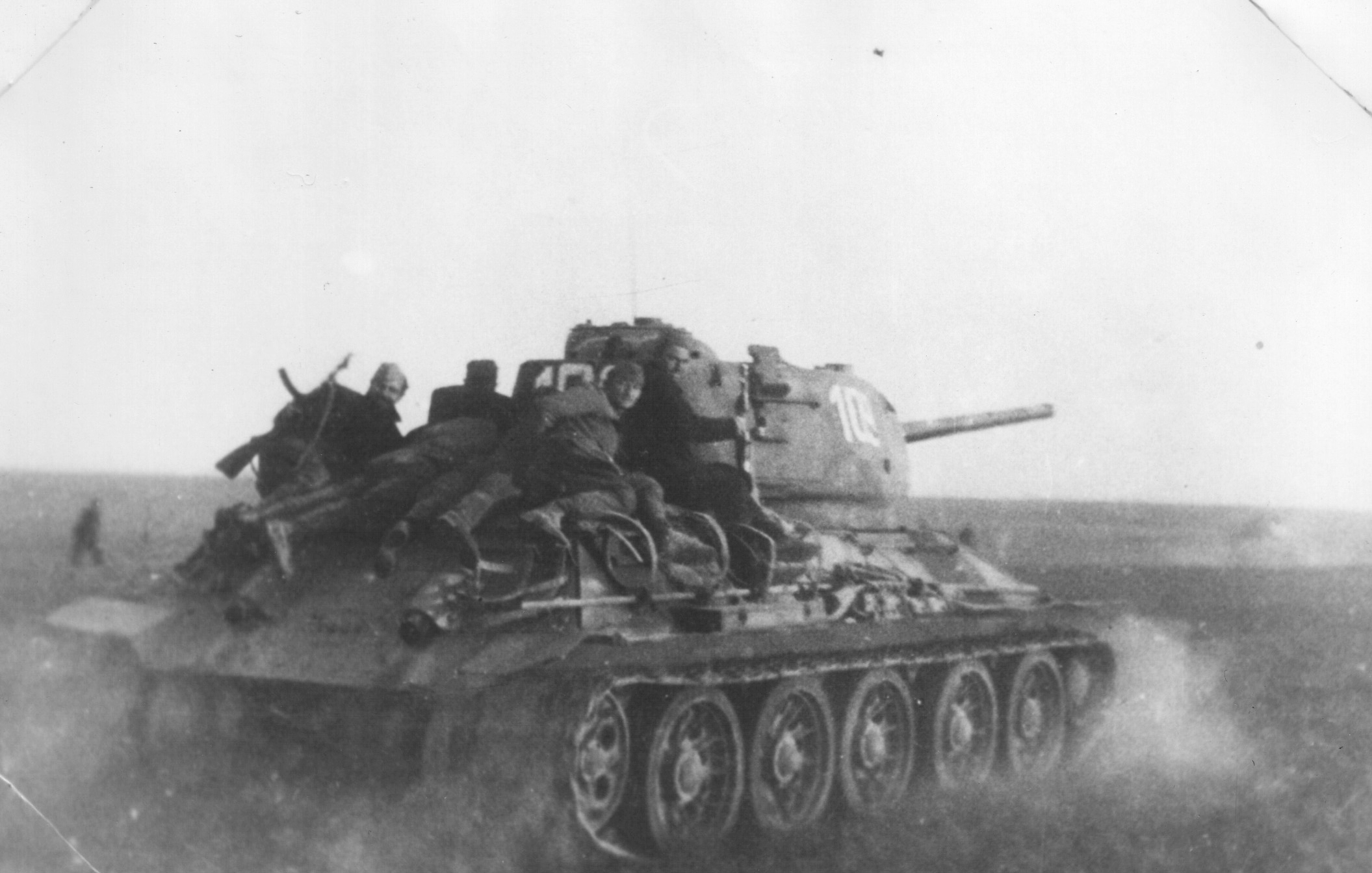
Partigiani della 21ª Divisione serba all'attacco sul fronte dello Srem con l'appoggio di carri armati T-34/85.

Il giorno della formazione, la divisione aveva 1.000 effettivi che salirono a oltre 5.400 alla fine dell'anno. La 21ª Divisione rimase fino al 13 agosto agli ordini del Comando generale partigiano della Serbia quindi dal 15 settembre passò sotto il controllo del comando del Gruppo di divisioni operative, assegnata al cosiddetto "1º Gruppo d'armata"; infine dal 1 gennaio 1945 entrò a far parte della nuova 1ª Armata jugoslava guidata dal generale Peko Dapčević.
Subito dopo la sua costituzione la divisione partecipò ai combattimenti contro i cetnici e sconfisse pesantemente, insieme alla 22ª Divisione serba, i raggruppamenti cetnici di Jablanica, Moravia e Vardar; il 3-4 giugno affrontò con successo anche i gruppi cetnici di Južnomoravske e Rasinski-Toplička e il 23 giugno liberò Brus e Aleksandrovac. Nella difficile operazione di Toplica-Jablanica, la 21ª Divisione ebbe il ruolo più importante e contribuì in modo decisivo al successo partigiano.
All'inizio di settembre 1944 ebbe inizio la grande offensiva partigiana in Serbia, e la 21ª Divisione, assegnata al principale gruppo operativo incaricato di entrare nel territorio occupato da occidente, prese parte al difficile attacco contro Požega del 13 settembre, mentre il 28-29 settembre entrò vittoriosamente a Gornji Milanovac. La divisione si distinse soprattutto nella offensiva di Belgrado durante la quale affrontò e sconfisse il kampfgruppe tedesco "Stettner"; il Comandante supremo Josip Broz Tito elogiò la 21ª Divisione per il suo comportamento e i risultati raggiunti nella liberazione della capitale jugoslava.
Dopo la vittoriosa conclusione della campagna di liberazione della Serbia, la 21ª Divisione venne schierata sul fronte dello Srem insieme alle altre formazioni della 1ª Armata, e il 3 gennaio 1945 ebbero inizio una serie di difficili e violenti scontri con le divisioni tedesche del XXXIV Corpo d'armata. I combattimenti sullo Srem continuarono senza risultati decisivi fino all'aprile 1945 quando l'esercito partigiano diede inizio all'offensiva finale. La 21ª Divisione serba partecipò allo sfondamento delle linee tedesche e liberò il 13 aprile, insieme alla 48ª Divisione macedone, la città strategica di Vinkovci. Dopo aver sconfitto due reggimenti tedeschi, avanzò fino a Đakovo il 16 aprile, e il 23 aprile entrò a Nova Gradiška e Nova Kapela insieme alla 1ª Divisione proletaria; la divisione concluse la guerra liberando Okučani il 25 aprile, Novska il 2 maggio 1945 e soprattutto partecipando alla liberazione di Zagabria l'8-9 maggio 1945.